# 名爵ZS
名爵ZS是上汽集团旗下名爵汽车生产的一款超小型跨界SUV。名爵ZS於2016年广州国际汽车展览会上正式發佈。名爵ZS也是继名爵GS之后，名爵汽車旗下第二款运动型多用途车。 2021年9月，名爵ZS以MG Astor的名義投放到印度市場。 
名爵ZS车长4.3（14英尺）比之前的GS要小，属于次紧凑型跨界休旅车，有两种版本：新版的1.5升SMTC NSE汽油发动机（称为NSE Plus），输出功率为120匹馬力（89千瓦特），转矩为150牛頓·（110英磅力·英尺），外加6速自动或手动变速器；全新的1.0升三缸涡轮增压小型汽油发动机（简称SGE，由通用汽车和上汽合作研发），输出功率125匹馬力（93千瓦特），扭矩170牛頓·（130英磅力·英尺），配有6速双离合变速器或手动变速器。
2023年8月31日於台灣正式上市的MG ZS，打響了今年下半年台灣國產小型跨界激戰的第一槍，其4,323×1,809×1,653mm車身尺碼跟2,585mm軸距設定（中規數據），和Toyota Yaris Cross、Honda HR-V與Nissan Kicks大小相當。

## 名爵EZS/ZS EV
2018年广州国际汽车展览会上，名爵ES的全电动車型名爵EZS發佈。  
ZS EV是名爵在现有的ZS基础上设计的第一款量产纯电动车，配有一台前轮驱动（FWD）的电动机，输出功率148匹馬力（110千瓦特），扭矩350牛頓·（260英磅力·英尺），0—50 km/h（0—31 mph）加速耗时3.1秒，0—97 km/h（0—60 mph）加速耗时8.5秒；其电池组容量为45千瓦·小時（160焦耳），公报的WLTP全电里程为262（163英里）（综合）和372（231英里）（都市）。英国版的ZS EV在位于车体前端的MG徽章下面配有组合充电系统（CCS），车评报告的充电速度达到80千瓦（但名爵并未对此数据澄清），并且标配主动巡航和汽车防撞系统。

## 名爵VS
2022年7月，名爵ES的混合动力車型MG VS HEV在泰国发布 。 